# 天理教道友社
天理教道友社（てんりきょうどうゆうしゃ）は、奈良県天理市に本拠を置く天理教関連の書物の発行所。天理教の広報活動を担当する部署であり、名称に「社」という文字が含まれているが、独自に法人格を有する訳では無い。名称の由来は月間機関誌の「道の友」から。

## 概要
天理教についての関連書籍、人間形成などについての教育書籍・ビデオ、天理時報（機関新聞）の発行、及び放送番組天理教の時間の制作を行っている。その他にもCD、カセット、ビデオ、DVDなどの制作も行っている。視聴覚メディアとして天理教の広報布教活動を進めている。

## 主な発行物
- 天理時報 - 天理教の週刊機関紙
- みちのとも - 天理教の月刊機関誌。
- すきっと - 定期刊行雑誌[1]。年1～2回発行。
- 『ひとものこころ』（全15巻）- 1993年、第47回毎日出版文化賞特別賞を受賞。